# Tipuri de meciuri de wrestling în echipă
```
Mai jos sunt prezentate toate(poate nu toate) meciurile la echipe.Dacă nu sunt toate,sunt cele mai importante.
```

## Rage in a Cage match
Aici,este un meci pe echipe care se desfășoară într-o cușcă Steel Cage.Un singur meci a fost valabil până acum,Jeff Hardy și Rey Mysterio împotriva lui Chris Jericho și a lui Edge.Metoda câștigării acestui meci este pinfall sau submission.

## Mixed Tag-Team
În acest tip de meci concurează într-o echipă atât un bărbat,cât și o femeie împotriva altui bărbat și o femeie.Dacă o femeie dă tag cu un bărbat,automat cealaltă divă dă și ea tag-ul,pentru că nu se poate lupta o femeie cu un bărbat.Singurele metode sunt pinfallul sau submission-ul.

## 3 Man-Tag Team
Nu există numai meciuri 2 la 2 tag-team ci și 3 la 3.Un exemplu este The Undertaker&Team Hell No vs The Shield,la un Raw de după Wrestlemania.Sau la TLC 2012,Ryback&Team Hell No vs The Shield într-un TLC Match.

## 2 Divas Tag Team
Un meci 2 la 2,de data aceasta între dive.Totul este ca la bărbați.Pinfall sau submission.

## 2 Man Tag Team Tables
Un meci 2 la 2,fără tag-uri(tornado),doar că singura metodă de a câștiga nu este prin pinfall sau submission,ci prin ruperea unei mese,cu unul sau 2 oponenți.

## 2 Divas Tag Team Tables
Ca la bărbați,tot cu mese,decât că participanții sunt dive.Un singur meci a avut loc în istorie,și ca la bărbați,pentru a câștiga trebuie să o treci pe oponentă printr-o masă.

## Normal Tag Match
Un alt meci la echipe este unul normal care se poate câștiga prin cele două metode celebre.